# Kalînivka, Svatove
Kalînivka (în ucraineană Калинівка) este un sat în comuna Kuzemivka din raionul Svatove, regiunea Luhansk, Ucraina.

## Demografie
Componența lingvistică a localității Kalînivka
     Ucraineană (92,16%)
     Rusă (7,84%)
Conform recensământului din 2001, majoritatea populației localității Kalînivka era vorbitoare de ucraineană (92,16%), existând în minoritate și vorbitori de rusă (7,84%).